# Pterolophia dalbergiae
Pterolophia dalbergiae là một loài bọ cánh cứng trong họ Cerambycidae.